# 破狱
《破狱》（日语：破獄）是吉村昭長篇小說。第36回读卖文学奖（小說部門）獲獎作品。
1985年與2017年改編成電視劇。

## 電視劇
日本东京电视台制作的开局纪念日特别电视剧，改编自吉村昭获得读卖文学奖的同名小说，由北野武主演。

### 故事
本劇以極寒的網走監獄為舞台，描述了完美無缺的監獄看守部長浦田进以及他所率領的監獄看守們與史上最強的越獄犯佐久間清太郎之間的對決。

### 主要演员
- 浦田进：北野武

监狱看守
- 佐久间清太郎：山田孝之

無期徒刑囚犯
- 浦田美代子：吉田羊

浦田进的女儿
- 佐久间光：满岛光

佐久间清太郎的妻子
- 贯井千吉：橋爪功（日语：橋爪功）

网走监狱狱长
- 泉吾郎：胜村政信

网走监狱看守部长
- 藤原吉太：池内博之

网走监狱专任看守
- 野本金之助：中村苍

网走监狱看守
- 大田坂洋：松重丰

小菅监狱狱长
- 仁科久：寺島進（日语：寺島進）

札幌监狱狱长
- 田岛公平：渡邊一惠

GHQ翻译

### 制作
- 原作：吉村昭（日语：吉村昭）《破狱》
- 编剧：池端俊策（日语：池端俊策）
- 导演：深川荣洋（日语：深川栄洋）
- 制作人：田渊俊彦（东京电视台）、川村庄子（东京电视台）、浅野敦也（Dreamax）、橘康仁（Dreamax）
- 协力：北野office
- 制作协力：Dreamax[2]

## 外部連結
- 官方网站（日語）